# Nicole Brown Simpsonová
Nicole Brown Simpsonová (či Nicole Brownová Simpsonová, nepřechýleně Simpson; 19. května 1959 – 12. června 1994) byla manželka hráče amerického fotbalu O. J. Simpsona, která byla v roce 1994 zavražděna.

## Život
Nicole Brown se narodila Judith a Louisi Brownovým, její otec byl Američan a matka Němka. Studovala na škole Rancho Alamitos High School a poté na škole Dana Hill High School v Kalifornii. V roce 1977 se poznala s O. J. Simpsonem. V té době pracovala jako servírka v klubu The Daisy. V roce 1985 se Nicole a O. J. Simpson vzali a narodily se jim dvě děti, ale jejich vztah nebyl idylický - O. J. Nicole týral. Kvůli týrání se s ním Nicole v roce 1992 rozvedla. Děti si Nicole po rozvodu vzala do své péče a odstěhovala se do Brentwoodu.

## Smrt
V červnu roku 1994 byla Nicole Brown Simpsonová zavražděna společně se svým kolegou číšníkem Ronem Goldmanem. Ron přinesl Nicole brýle její matky, které ztratila v restauraci a Ron je našel. Chtěl je Nicole vrátit. Přijel k domu, kde Nicole bydlela. Když jí chtěl brýle předat, byli Ron i Nicole napadeni a zavražděni O. J. Simpsonem. Vrah Nicole brutálně ubodal a téměř jí uřízl hlavu. Mrtvoly Nicole a Rona našli sousedé.

## Po smrti
O. J. Simpson byl po smrti Nicole obviněn z dvojnásobné vraždy. Proběhl v celých USA ostře sledovaný proces. Věcné důkazy byly zpochybněny na základě tvrzení, že byly vykonstruovány na základě rasové motivace a O. J. Simpson nebyl potrestán jako vrah Nicole. V následujícím procesu byl ale odsouzen k zaplacení velkého odškodného pozůstalým. Její vražda zůstala oficiálně neobjasněna a tento případ rozděloval ostře veřejné mínění. O. J. Simpson byl později odsouzen za jiné zločiny. Ve vězení strávil 9 let.
Dne 20. července 2017 bylo rozhodnuto o jeho podmínečném propuštění, ke kterému došlo 1. října téhož roku.Zemřel v dubnu 2024.
Nicole Brown Simpsonová je pohřbena na hřbitově v Lake Forest v Kalifornii. Její jméno bylo použito pro název charitativní nadace.